# Andoni López
Andoni López Saratxo (* 5. April 1996 in Barakaldo) ist ein spanischer Fußballspieler.

## Karriere
López begann seine Karriere bei Athletic Bilbao. 2010 wechselte er zum Danok Bat CF. 2012 kehrte er zu Athletic Bilbao zurück. Im September 2014 spielte er erstmals für das Farmteam CD Baskonia in der Tercera División.
Im Mai 2016 stand er gegen Albacete Balompié erstmals im Kader der B-Mannschaft von Bilbao. Nach dem Abstieg aus der Segunda División debütierte er für diese im August 2016 in der Segunda División B, als er am ersten Spieltag der Saison 2016/17 gegen die UD Socuéllamos in der Startelf stand. In jener Saison kam er auf 35 Einsätze für Bilbao B, dabei kam er immer über die volle Spielzeit zum Einsatz.
Im Februar 2018 gab er sein Debüt für die erste Mannschaft der Basken in der Primera División, als er am 22. Spieltag der Saison 2017/18 gegen den FC Girona von Beginn an zum Einsatz kam. Dies blieb sein einziger Erstligaeinsatz in jener Saison. Zudem absolvierte er in dieser Spielzeit 35 Spiele für die B-Mannschaft, zudem kam er zu zwei Einsätzen im Aufstiegs-Playoff.
Im August 2018 wurde er an den Zweitligisten UD Almería verliehen, in der folgenden Spielzeit an den FC Elche. 2020 wechselte López zum UD Logroñés, Anfang 2022 zu SD Amorebieta.